# Monumento a Lautario Loaiza

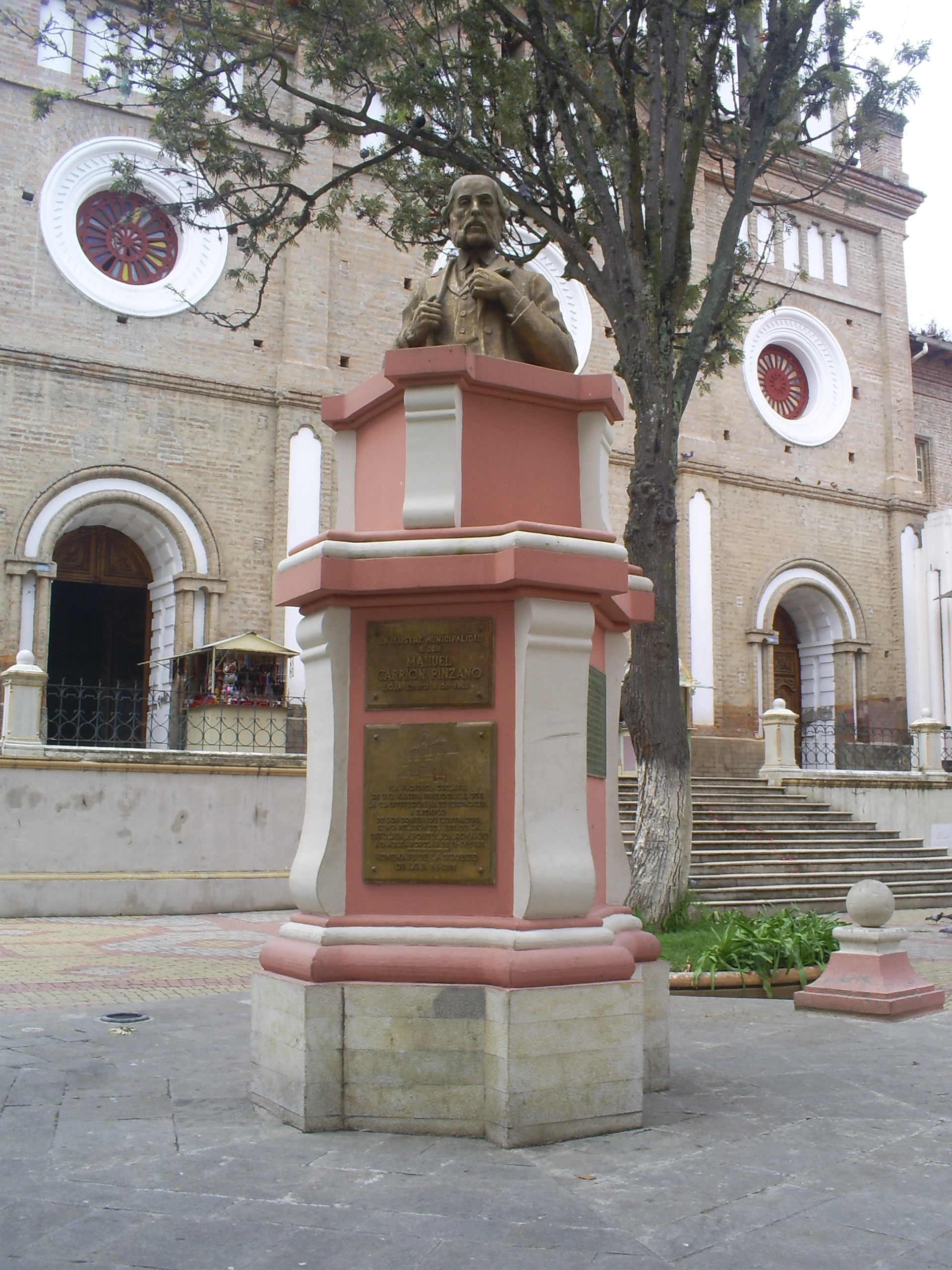
Monumento a Cgo. Dr. Lautario Loaiza en Loja, Ecuador.

El Cgo. Dr. Lautario Loaiza fue un luchador de la justicia social, y permanente luchador por la educación y el desarrollo y crecimiento de la ciudad.   

## Monumento
Este monumento se encuentra ubicado en la ciudad de Loja-Ecuador, las placas del monumento dicen: “Al Cgo. Dr. Lautario Loaiza por su precedente en la lucha por la justicia social y el desarrollo: el pueblo de Loja y su municipio, Loja 1990”, la sociedad mixta de trabajadores 'Unión Obrera 1 de mayo'”. La sociedad mixta de trabajadores 'Unión Obrera 1 de mayo' deja constancia de su gratitud con el Cgo. Dr. Lautario Loaiza”.